# Linea Mussel-Enez

Linea Mussel-Enez (nera)

La linea Midye-Enez (in bulgaro Линията Мидия-Енос) è stato il confine tra l'Impero ottomano e il Regno di Bulgaria in Tracia, accettato dal Trattato di Londra alla fine della prima guerra balcanica nel 1913.